# Цицереи
Цицереите (на латински: gens Cicereia) са фамилия от Древен Рим.
Името Цицерей произлиза вероятно от когномен Цицерон.
Известен от фамилията е само Гай Цицерей (Gaius Cicereius), сектретар на Сципион Африкански. През 174 пр.н.е. помага на сина му Луций Корнелий Сципион да стане претор, като се отказва да участва в изборите.
През 173 пр.н.е. е избран за претор в Сардиния и Корсика. През 172 и 167 пр.н.е. е посланик при Генций, царят на Илирия.